# Хожево
Хожево (пол. Chorzewo) — село в Польщі, у гміні Квільч Мендзиходського повіту Великопольського воєводства.
Населення — 115 осіб (2011).
У 1975-1998 роках село належало до Познанського воєводства.

## Демографія
Демографічна структура станом на 31 березня 2011 року:
|          | Загалом | Допрацездатний вік | Працездатний вік | Постпрацездатний вік |
| -------- | ------- | ------------------ | ---------------- | -------------------- |
| Чоловіки | 62      | 15                 | 45               | 2                    |
| Жінки    | 53      | 6                  | 34               | 13                   |
| Разом    | 115     | 21                 | 79               | 15                   |